# Étienne Béchet de Rochefontaine
Étienne Béchet de Rochefontaine (Stephen Rochefontaine en anglais), né le 23 février 1755 à Aÿ et mort le 30 janvier 1814 à New York, est un ingénieur militaire américain de naissance française.

## Biographie
Fils de Jeanne Vuillème et d’Étienne Béchet, marchand de vin, son épouse, il passe des examens pour entrer dans le Corps royal du génie. Après avoir échoué à obtenir un poste dans ce Corps, il se porte volontaire dans l’armée continentale du général Washington en 1778. Arrivé en Amérique, le 15 mai 1778, il est breveté ingénieur avec rang de capitaine du Corps of Engineers, le 18 septembre 1778. Il reçoit du Congrès, le 16 novembre 1781, le grade de major pour ses états de services distingués au siège de Yorktown.
Rentré en France en 1783, il ajoute à son patronyme le qualificatif de Rochefontaine, et sert comme officier d’infanterie jusqu’au grade de colonel dans l’armée française. Émigré, en 1792, il retourne aux États-Unis en 1792, où il anglicise son prénom en « Stephen ». Nommé ingénieur civil pour fortifier la côte de la Nouvelle-Angleterre, en 1794, par le président Washington, ce dernier le nomme lieutenant-colonel après l’organisation du nouveau Corps of Artillerists and Engineers, dont il est nommé commandant, le 26 février 1795.
En 1795, il ouvre une école militaire à West Point, mais le bâtiment et tout son équipement sont incendiés, l’année suivante. Ayant quitté les Forces armées des États-Unis, le 7 mai 1798, il vit à New York jusqu’à sa mort. Il est enterré dans le cimetière de Trinity Church à New York.